# Абад, Мерседес
Мерседес Абад (исп. Mercedes Abad, род. 3 февраля 1961[…], Барселона) — испанская писательница и журналистка.

## Биография
Окончила Барселонский автономный университет, где изучала информатику. Активно печатается как журналист.

## Книги
- 1986: Лёгкий разгул по субботам/ Ligeros libertinajes sabáticos, новеллы (премия Вертикальная улыбка издательства Тускетс[5])
- 1989: Брачные радости/ Felicidades conyugales, новеллы
- 1991: Sólo dime donde lo hacemos, роман
- 1995: Soplando al viento, новеллы
- 2000: Кровь/ Sangre, роман
- 2004: Друзья и призраки/ Amigos y fantasmas, новеллы (премия имени Варгаса Льосы)
- 2007: Сосед снизу/ El vecino de abajo
- 2007: Leyendas de Bécquer
- 2009: Media docena de robos y un par de mentiras
- 2014: Толстушка/ La niña gorda, роман